# George Cornet
George Thomson Cornet, född 15 juli 1877 i Inverness, död 22 april 1952 i Rainhill, var en brittisk vattenpolospelare.
Cornet blev olympisk guldmedaljör i vattenpolo vid sommarspelen 1908 i London.